# Andrey Sallyman
Andrey Sallyman (* 9. September 1929 in Gentofte; † 19. Juni 2020) war ein dänischer Schauspieler.

## Leben
Andrey Sallyman wuchs in Gentofte auf. Seine Mutter war Dänin, sein Vater stammte aus den USA.
Er absolvierte seine Schauspielausbildung von 1956 bis 1958 an der Staatlichen Theaterschule in Kopenhagen. Sein Bühnendebüt hatte er im Jahr 1959 am Aarhus Teater. Er gastierte auch am Folketeatret, am Odense Teater, am Betty-Nansen-Theater, am Königlichen Theater Kopenhagen und war langjähriges Ensemblemitglied an dem von Morten Grunwald geführten Gladsaxe-Theater. Sallyman spielte von 1959 bis 1987 in mehr als 20 Film-und-Fernsehproduktionen mit, dabei oftmals unter der Regie von Erik Balling.
Sallyman war ab dem 21. Juli 1959 mit der Schauspielerin Hanne Ribens (* 1934) verheiratet. Das Paar hatte keine Kinder. Er starb am 19. Juni 2020 im Alter von 90 Jahren.

## Filmografie
- 1959: Hexerie Eller Blind Alarm
- 1960: Treklang
- 1961: Abracadabra eller Huusspogelse
- 1963: Den jagede
- 1965: Kaliber 7,65 – Diebesgrüße aus Kopenhagen (Slå først Frede!)
- 1966: Slap af, Frede!
- 1966: Laen Dem Ikke Lud
- 1966: Professor Tanne
- 1967: Mig og min Lillebror
- 1967: Onkel Joakims Hemmelighed
- 1967: Sünder überall (Min søsters børn på bryllupsrejse)
- 1969: Die Olsenbande in der Klemme (Olsen-banden på spanden)
- 1970: Amour
- 1970: Rend mig i revolutionen
- 1970: Vaerelset
- 1971: Oh, diese Mieter! (Huset på Christianshavn, Fernsehserie)
- 1976: Strømer
- 1977: Ein Haus in der Provinz (Fernsehserie, 3 Folgen)
- 1978: Frikendt
- 1980: Die Leute von Korsbaek (Matador, Fernsehserie)
- 1984: Privatdetektiv Anthonsen (Anthonsen, Fernsehserie)
- 1985: Peter von Scholten
- 1986: Ballerup Boulevard
- 1987: Sorg agre